# Butch Walker
Butch Walker (nacido como Bradley Glenn Walker III, Cartersville, Georgia, 14 de noviembre de 1969) es un músico, compositor y productor estadounidense.

## Carrera
Creció en su ciudad natal y destacó como guitarrista e intérprete en varias bandas de rock en la década de 1980, como Bad Boyz y Byte the Bullet. En 1988, llevó a Byte the Bullet a Los Ángeles, donde firmaron con la discográfica Virgin Records en menos de un año. La banda entonces cambió su nombre a SouthGang y lanzaron dos álbumes, Tainted Angel en 1991 y Group Therapy en 1992. SouthGang fue una de las primeras bandas en hacer gira por China a comienzos de la década de 1990.
Después, Butch tomó el puesto de vocalista y con Jayce Fincher (Jay Fincher) y Mitch McLee (Doug Mitchell), exmiembros de SouthGang, formaron distintas bandas de rock en la década de 1990, incluyendo Floyds Funk Revival, The Floyds, y la popular banda de post-grunge/punk-pop Marvelous 3, la cual lanzó la relativamente exitosa canción "Freak of the Week". Tras la disolución de la banda en 2001 (su último concierto fue el 3 de agosto de 2001 en el Centennial Olympic Park de Atlanta frente a sus fanes locales), Butch comenzó una carrera en solitario, lanzando los álbumes Left of Self-Centered en 2002, Letters en 2004 y The Rise and Fall of Butch Walker and the Let's-Go-Out-Tonites en 2006. En 2005 realizó más de 200 conciertos en vivo a través de los Estados Unidos y Japón. Butch Walker fue presentado como artista principal de la gira promovida por MySpace Inaugural Hotel Cafe tour, apoyando a artistas independientes de Los Ángeles. Recientemente, creó una nueva banda llamada 1969. 
Muchas de sus canciones han sido éxitos para otros artistas incluyendo "Girl All the Bad Guys Want" de Bowling for Soup. Ha escrito y producido álbumes para artistas como Avril Lavigne, Family Force 5, Bowling for Soup, Pink, Lindsay Lohan, Lit, Simple Plan, Sevendust, Injected, The Donnas, Hot Hot Heat, American Hi-Fi, Default, Gob, Midtown, Puffy AmiYumi, Pete Yorn, Fall Out Boy, Quietdrive, All-American Rejects, SR-71, August is Falling, Rock Star Supernova, Secondhand Serenade, The Academy Is..., Weezer y Train
A finales de 2005, produjo su primer DVD llamado Live at Budokan para Avril Lavigne y terminó el año siendo nombrado productor del año por la revista Rolling Stone. El 11 de julio de 2006, lanzó su tercer álbum con el título The Rise and Fall of Butch Walker and the Let’s-Go-Out-Tonites. Fue grabado con su banda soporte  "The Let's Go Out Tonites". Está trabajando en su segundo DVD titulado "Leavin' the Game on Luckie Street" (Luckie Street es la localización donde se realizó el concierto The Tabernacle en Atlanta).
Walker fue un juez invitado para la segunda temporada del programa de reality Americano Rock Star: Supernova, en el cual ayudó a Tommy Lee, Gilby Clarke, y Jason Newsted a seleccionar a un vocalista para la nueva banda, Rock Star Supernova. Luego explicó su limitada participación en el programa de televisión, diciendo:
No les daría más de una aparición. Me editaron completamente. Me hicieron parecer un patea-traseros. Saltaron la parte de los 10 concursantes en donde tenía cosas críticas que decirles
Fue escogido Lukas Rossi, y Walker produjo un álbum homónimo para la banda, el cual fue lanzado el 21 de noviembre de 2006.
En 2007, Walker apareció como vocalista invitado en el tercer álbum de Fall Out Boy, Infinity on High, en la canción "You're Crashing, but You're No Wave", y coprodujo la canción "Don't You Know Who I Think I Am" con el cantante Patrick Stump. También hizo una breve aparición en los vídeos "This Ain't A Scene, It's An Arms Race" de Fall Out Boy, "Slow Down" y "We've Got a Big Mess on Our Hands" de The Academy Is…

## En la actualidad
Butch Walker empezó el 2008 ubicando varias fechas para nuevas canciones, DVD, nuevos álbumes con la banda 1969, en la cual él es bajista y vocalista, y también un "Álbum de Butch" titulado "Sycamore Meadows". Sycamore Meadows se programó para salir en la festividades del verano del 2008. Los álbumes para 1969 y Sycamore Meadows serán lanzados en una edición limitada de vinilo. El lanzamiento de “Maya” por 1969 será el 1 de abril de 2008. El 14 de febrero se hizo un lanzamiento de audio de la presentación en vivo en Atlanta de Walter. Un DVD de este show le siguió el 17 de marzo de 2008. El DVD y audio se titulan "Leavin' The Game On Luckie Street")

## Vida privada
En noviembre de 2007, Butch Walker perdió todas sus posesiones, incluyendo los másteres de cada canciones que ha grabado, cuando la casa de Malibú que estaba rentando de Flea de los Red Hot Chili Peppers se quemó como resultado de un incendio en el sur de California. 
Butch está casado con Nora Ahman y tienen un niño llamado Jamie Blue, nacido en 2007.

## Discografía

### Álbumes
- Left of Self-Centered (2002)
- Letters (2004)
- This Is Me... Justified and Stripped (2004, álbum en vivo)
- The Rise and Fall of Butch Walker and the Let's-Go-Out-Tonites (2006)
- Leavin' The Game On Luckie Street (2008, álbum en vivo)
- Sycamore Meadows (2008)
- I Liked It Better When You Had No Heart (2010)
- The Spade (2011)
- Afraid of Ghosts (2015)

### EP
- Heartwork (EP)|Heartwork (2004)
- Cover Me Badd (2005)

### Sencillos
- "Last Christmas"/"Wake Me Up GO! GO!" con Yuji Oda (2004)

### DVD
- Live at Budokan (2005)
- Leavin' The Game On Luckie Street (2008)

### Como invitado
- "Good Times" por Tommy Lee (2005)
- "You're Crashing But You're No Wave" por Fall Out Boy (2007)
- "Steve McQueen" por The Automatic (2008)